# Sonna d'Osma
Sonna (en llatí Sonna) va ser bisbe d'Osma de 682 fins a després del 693.
Va ser successor de Severià a la diòcesi d'Osma. Va exercir el càrrec durant els regnats d'Ervigi i Ègica. Probablement va ser consagrat el 682, d'acord amb el que s'extreu de les llistes de bisbes que signen les actes dels concilis toledans. Va assistir primerament al XIII Concili de Toledo (683) –on els bisbes apareixen desordenats– i, després, al XIV (684), on apareix signant antepenúltim les actes, el XV (687) i XVI (693). Es desconeix la data de la seva mort, perquè no hi ha més documentació, i a partir del 711 hi ha l'entrada dels musulmans a la península, però en opinió d'Enrique Flórez, degué ser un successor de Sonna qui visqués aquests esdeveniments.